# Райнвальдхорн
Райнвальдхорн или Рейнвальдхорн (нем. Rheinwaldhorn; итал. Adula; фр. Adula) — гора высотой 3402 м, расположенная в Лепонтинских Альпах, высшая точка кантона Тичино Швейцарии. Расположена на границе кантонов Граубюнден и Тичино в массиве Адула.
Первое восхождение на Райнвальдхорн совершил Плацидус Спеша (Placidus a Spescha) в 1789 году.

## Галерея

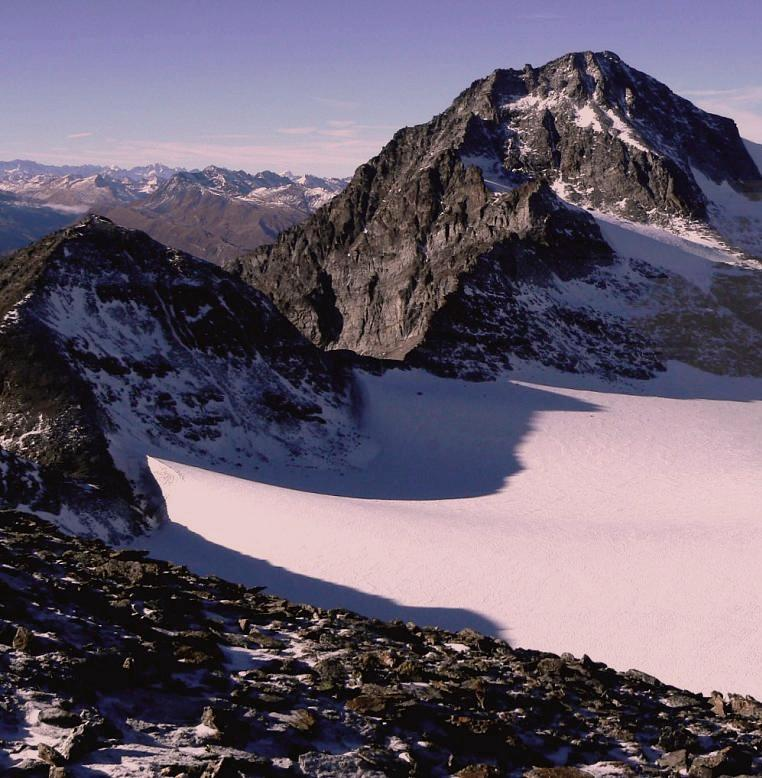
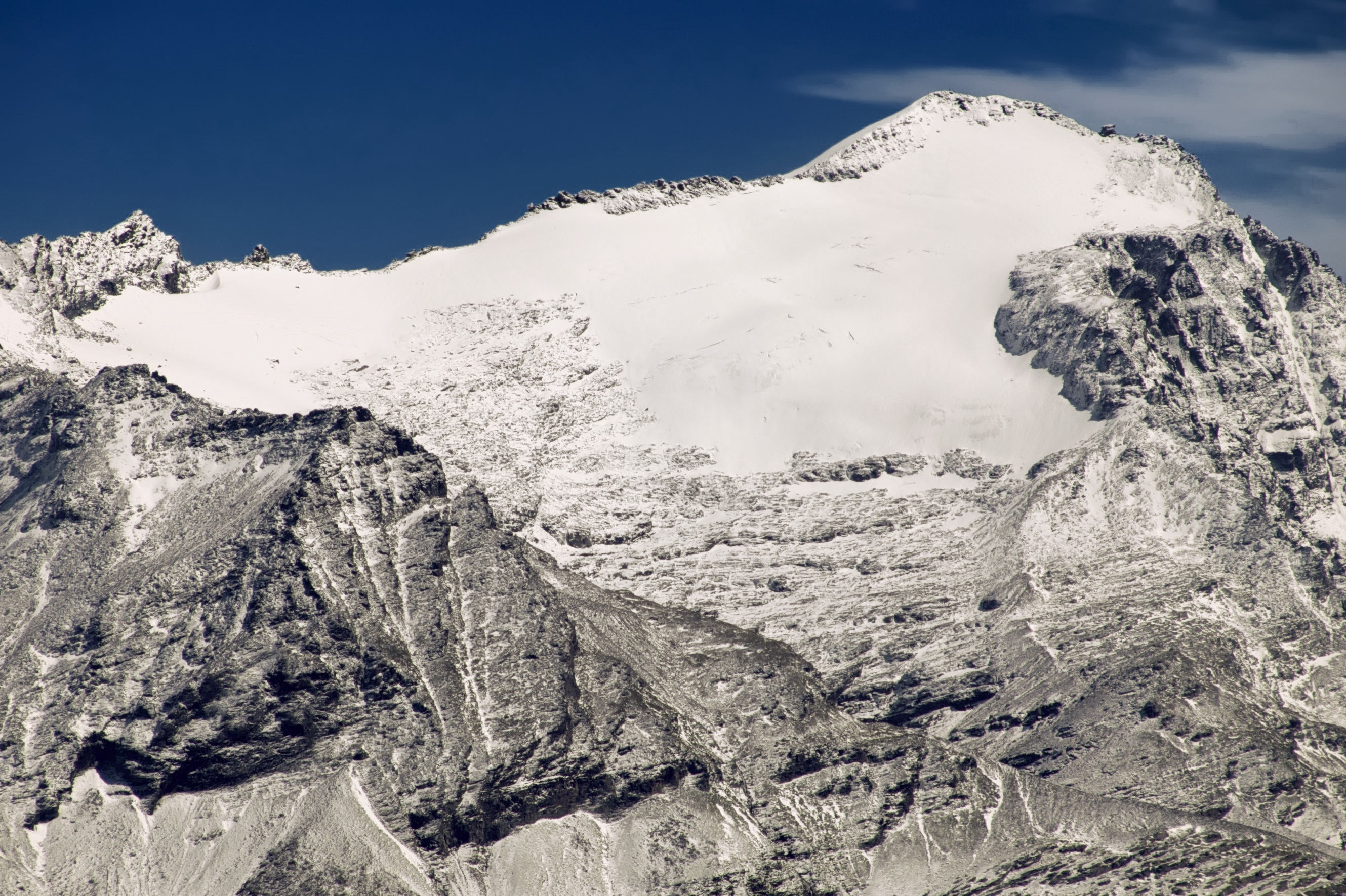
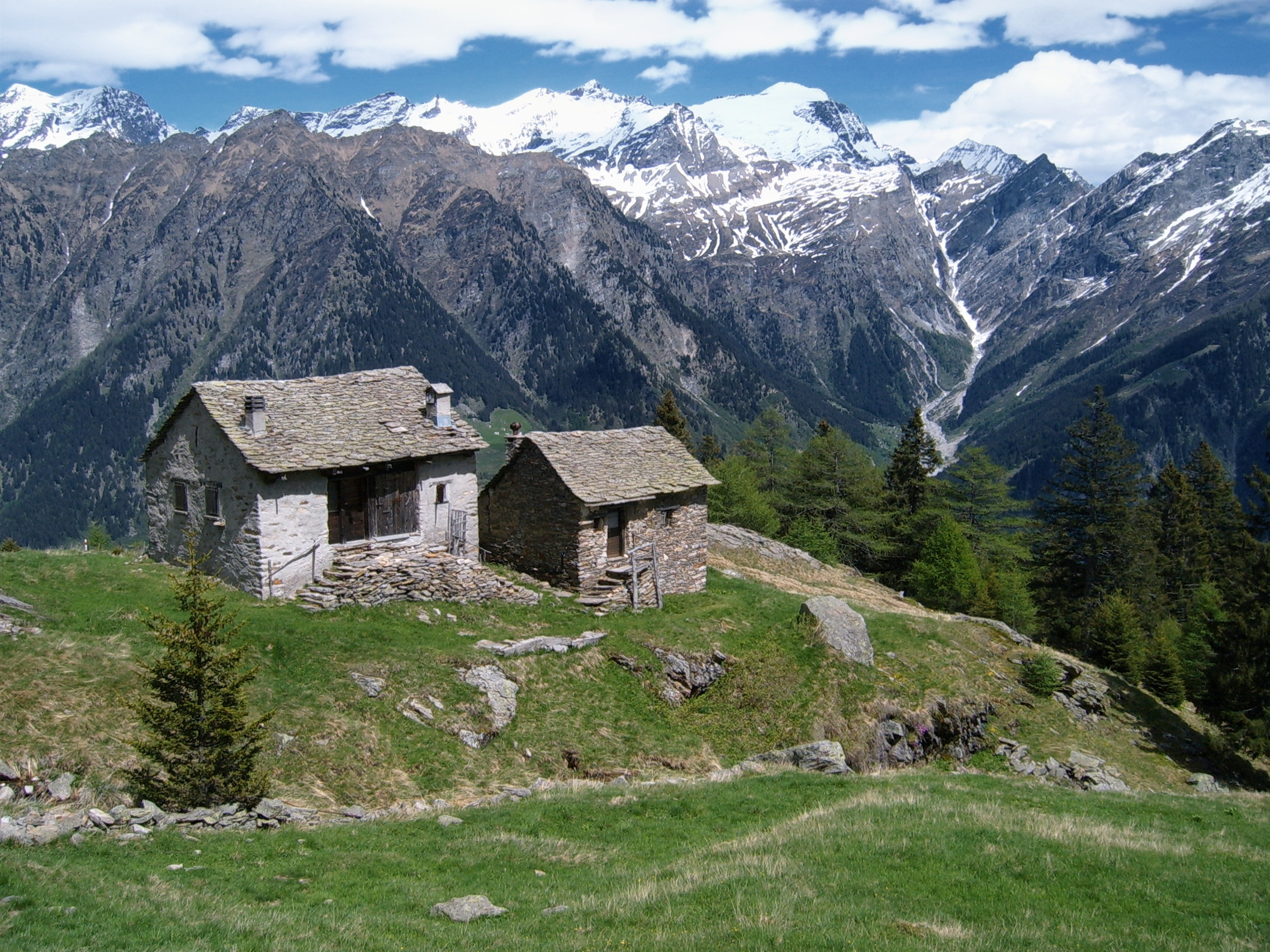